# Groot-Brittannië (eiland)
Groot-Brittannië (Engels: Great Britain) is een eiland in Europa, ten noordwesten van het vasteland en daarvan gescheiden door het Kanaal.
Met een oppervlakte van 209.331 km² is het het grootste eiland van Europa en het op acht na grootste eiland ter wereld. Groot-Brittannië vormt samen met Noord-Ierland en een deel van de kleinere Britse Eilanden het Verenigd Koninkrijk.

## Naam
De naam Brittannië werd voor het eerst gebruikt door de Romeinen, die het eiland Britannia noemden. Het voorvoegsel 'groot' wordt gebruikt om het van Bretagne te onderscheiden, dat oorspronkelijk klein Britannia genoemd werd ("Greater Britain", in het Frans: Grande Bretagne; versus "Lesser Brittany", in het Frans: Petite Bretagne). Het eerste ontstaan van de naam moet echter worden toegeschreven aan de Griekse ontdekkingsreiziger Pytheas, omstreeks 325 v.Chr. De Keltische bewoners van het gebied beschilderden zichzelf met een groenblauwe kleurstof van de wedeplant wanneer ze ten strijde trokken. Daarom noemde hij het land in het Grieks: "prettaniké", wat betekent: "land van de beschilderde mensen". In het Latijn werd dit "Pretannia" en later "Britannia".

## Politieke definitie
Groot-Brittannië is het grootste eiland en het hoofdgebied van het Verenigd Koninkrijk. Staatkundig wordt Groot-Brittannië gezien als de combinatie van Engeland, Schotland en Wales, met inbegrip van de kleinere eilanden eromheen zoals Wight, Anglesey, de Scilly-eilanden, de Hebriden, de Orkney-eilanden en de Shetlandeilanden. Het eiland Man en de Kanaaleilanden horen daar niet bij, aangezien die geen onderdeel van het Verenigd Koninkrijk zijn.
De naam Groot-Brittannië wordt gebruikt sinds 1707, toen het Engelse parlement de Act of Union goedkeurde. Door deze wet werden de koninkrijken Schotland en Engeland officieel verenigd onder één kroon. Sinds Jacobus I (1603) stonden deze twee koninkrijken al onder een personele unie. De nieuwe eilandnatie wordt meestal het "Koninkrijk Groot-Brittannië" (Kingdom of Great Britain) genoemd, totdat in 1801 het "Verenigd Koninkrijk van Groot-Brittannië en Ierland" werd gevormd. Na de Ierse onafhankelijkheid is de naam sinds 1927 Verenigd Koninkrijk van Groot-Brittannië en Noord-Ierland.
Vooral buiten het Verenigd Koninkrijk wordt de naam Groot-Brittannië gebruikt als pars pro toto voor het Verenigd Koninkrijk, net zoals de naam Engeland gebruikt wordt als pars pro toto voor Groot-Brittannië of het hele Verenigd Koninkrijk. Dat is ook in het Nederlands het geval.

## Geografische kenmerken
Groot-Brittannië ligt ten noordwesten van Frankrijk en ten oosten van Ierland. Het omvat het grootste deel van het territorium van het Verenigd Koninkrijk. Het wordt omringd door ongeveer 1000 kleinere eilanden. De oppervlakte van het hoofdeiland is 209.331 km².
Groot-Brittannië bestaat uit drie landsdelen: Engeland, Wales en Schotland, die elk een karakteristiek landschap hebben. In Engeland bevindt zich voornamelijk laagland met glooiende heuvels. Wales en Schotland kennen een ruiger landschap met rotsen en bergen.
Engeland
Engeland omvat ongeveer twee derde van het eiland Groot-Brittannië. Het landschap bestaat voornamelijk uit lage heuvels en velden, maar er liggen ook gebieden die hoger zijn. Nationaal park Lake District ligt in het noordwesten en heeft een ruig landschap. Hier ligt ook het hoogste punt van Engeland, Scafell Pike (978 meter). In het Nationaal park North York Moors en in het zuidwesten zijn er uitgestrekte heidevelden, zoals in de nationale parken Dartmoor en Exmoor. Het noorden van Engeland wordt door het Penninisch Gebergte in een westelijk en een oostelijk deel opgesplitst. Het gebergte staat ook bekend als de ruggengraat van Engeland.
Wales
Wales ligt in het westen van Groot-Brittannië. Het is een bergachtig landsdeel. Ongeveer een kwart ervan ligt boven de 305 meter. De hoogste berg ligt in het noorden: Snowdon (1.085 meter). De Cambrische Bergen lopen van noord naar zuid. In het zuiden liggen de Brecon Beacons met platte, met gras begroeide toppen en de steile South Wales Valleys. De kust varieert van estuaria tot beschutte baaien, hoge kliffen, schiereilanden en wad.
Schotland
Schotland ligt in het noorden van Groot-Brittannië. De Scottish Borders en de Schotse Laaglanden zijn gebieden met voornamelijk glooiende heuvels en houtland. Dit in tegenstelling tot de zeer ruige landschappen van de Hooglanden in het noorden. Een kenmerkend gebied is de Great Glen, een geologische breuk die vanaf Fort William aan de westkust tot Inverness aan de noordoostkust dwars door het midden van de Hooglanden snijdt. Tussen de steile bergen en beboste heuvels bevinden zich een reeks van diepe meren, de lochs, met inbegrip van Loch Lomond, het grootste meer van Groot-Brittannië. De Ben Nevis is met een hoogte van 1.343 meter het hoogste punt van Groot-Brittannië. Schotland telt ongeveer 790 eilanden, waarvan er 130 worden bewoond.

## Geschiedenis
De naam Brittannië stamt af van Griekse en Latijnse woorden, die op hun beurt weer afstammen van Keltische originelen. Hoewel de Kelten relatief laat op de Britse Eilanden arriveerden, begint de overlevering van de geschiedenis van Groot-Brittannië bij deze bevolkingsgroep. De term Keltisch wordt vaak gebruikt om de vroege bewoners van de Britse Eilanden te onderscheiden van de latere Angelsaksische veroveraars. Na twee expedities van Julius Caesar, in 55 en 54 en v.Chr., groeide het contact tussen Brittannië en de Romeinse wereld. In 43 n.Chr. veroverden de Romeinen delen van het eiland. De bezetting door de Romeinen begon in het zuidwesten en breidde zich uit naar het huidige Wales en voor een korte periode ook naar de laaglanden van Schotland. De bezetting duurde tot ongeveer 409.

### Engeland
Na het vertrek van de Romeinen werd het eiland binnengevallen door Angelen, Saksen en Juten; stammen uit het noordwesten van het huidige Duitsland. De naam Engeland is afkomstig van de Angelen. De Angelsaksische koninkrijkjes die in Engeland ontstonden waren klein en talrijk. In de loop der tijd ontstonden er minder, maar wel grotere gecontroleerde gebieden. Het koninkrijk Wessex in het zuiden werd dominant, hoofdzakelijk door de weerstand die het in de negende eeuw bood aan de invasies van de Vikingen. Koning Æthelstan (regeerperiode 924-939) gebruikte de titel 'Koning van heel Brittannië'. Uiteindelijk ontstond er in 954 één Koninkrijk Engeland.
De één na laatste succesvolle invasie van Engeland had plaats in 1066. Hertog Willem van Normandië versloeg de Engelsen tijdens de slag bij Hastings en werd daarna koning Willem I van Engeland, ook bekend als 'Willem de Veroveraar'. Inwoners van Normandië en andere gebieden in Frankrijk vestigden zich in Engeland. Het Frans werd gedurende drie eeuwen de taal die door de heersende klasse werd gesproken. Ook het rechtssysteem en de sociale structuren in Engeland werden beïnvloed.
Toen Hendrik II koning was (1154-1189), strekte zijn rijk uit van de rivier Tweed op de Schotse grens tot aan een groot deel van Frankrijk en de Pyreneeën. De Engelse Kroon raakte in de late middeleeuwen (ca. 1300-1400) een groot deel van het gebied in Frankrijk kwijt.
In 1215 eiste een groep baronnen een handvest waarin bepaalde vrijheden moesten worden vastgelegd. Dit om zich te beschermen tegen de invloed van koning Jan zonder Land. De rebellen veroverden Londen en de koning ging uiteindelijk overstag. Het resultaat was de Magna Carta, waarin grotere politieke vrijheden gegarandeerd werden. Het legde het constitutionele principe vast dat de macht van de koning kon worden ingeperkt.
In 1337 begon de Honderdjarige Oorlog tussen Engeland en Frankrijk, die resulteerde in een periode van hoge belastingen. Een in 1381 ingevoerd hoofdgeld zorgde voor een opstand van boeren. Deze opstand wordt gezien als de meest significante volksopstand in de Engelse geschiedenis. De boeren marcheerden naar Londen en executeerden ministers. Er werden concessies gedaan door de regering. Zo zou de lijfeigenschap van boeren worden afgeschaft. Toen de boeren zich hadden terugtrokken schoof koning Richard II de concessies weer van tafel.
In 1485 versloeg Hendrik Tudor koning Richard III tijdens de slag bij Bosworth en werd daarmee koning Hendrik VII. Zijn zoon Hendrik VIII brak met de Rooms-Katholieke Kerk en stichtte de Church of England. Tijdens zijn regeerperiode werden Engeland en Wales verenigd. De laatste Tudor, Elizabeth I, bleef kinderloos. Zij wees James VI van Schotland aan als haar opvolger. Hierdoor werden de monarchieën van Schotland, Engeland en Wales verenigd. Elizabeth overleed in 1603.
In 1642 brak de Engelse Burgeroorlog uit. De executie van Karel I in 1649 verstoorde de balans tussen de monarchie en het parlement. Een prominente parlementariër tijdens de Engelse Burgeroorlog was Oliver Cromwell. In 1649 riep Cromwell de republiek uit. De monarchie werd in 1660 hersteld, toen Karel II de troon besteeg. De laatste succesvolle invasie van Engeland vond plaats toen Willem III van Oranje met een groot invasieleger Engeland binnenviel op 5 november 1688 in een vanuit het Engelse parlement ondersteunde actie die uiteindelijk koning Jacobus II afzette en de kronen van Engeland, Schotland en Ierland voor hem won in 1689. De invasie staat bekend als de Glorious Revolution. De Acts of Union uit 1707 verenigde de Engelse en de Schotse parlementen. De Act of Union uit 1800 verenigde Groot-Brittannië en Ierland.
Vanaf 1689 regeerde hij ook als koning Willem III over Engeland (waartoe ook Wales behoorde) en Ierland. Toevallig was zijn regeringsnummer (III) hetzelfde voor zowel Oranje als Engeland. Hij was ook koning van Schotland, daar stond hij bekend als Willem II. Kortom, hij was koning van het gebied van het huidige VK en de huidige republiek Ierland, of anders gezegd, van de eilanden Groot-Brittannië en Ierland. Hij staat informeel bekend als King Billy in Ierland en Schotland.

### Wales
Wales was een Keltische vesting, geregeerd door soevereine vorsten die onder invloed stonden van Engeland sinds de Romeinen in 409 waren vertrokken. In 1282 bracht Eduard I Wales onder Engels bewind. De kastelen die hij in het noorden liet bouwen, behoren tot de best bewaarde kastelen in Groot-Brittannië. De oudste zoon van Eduard I, die later Eduard II werd, werd in 1284 in Caernarfon geboren. In 1301 werd hij hiermee de eerste Engelse Prins van Wales. De oudste zoon van de regerende monarch in Groot-Brittannië draagt nog steeds deze titel. Sinds 2022 wordt deze titel gedragen door prins William.
Aan het begin van de vijftiende eeuw groeide de weerstand van de Welsh tegen de Engelse wetten en regels. Een nationale leider stond op: Owain Glyndŵr. Hij voerde een onsuccesvolle revolte tegen de Engelsen. De Tudor-dynastie, die een Welshe oorsprong hadden, regeerden Engeland van 1485 tot 1603. Tijdens deze periode  werden door de Laws in Wales Acts (1535–1542) Engeland en Wales administratief, politiek en juridisch met elkaar verenigd.

### Schotland
Al in omstreeks 3000 v.Chr. woonden er mensen in Schotland. Ten tijde van de Romeinse invasie van Brittannië werd het huidige Schotland bewoond door verschillende stammen. Ondanks meerdere Romeinse pogingen werd Schotland nooit volledig veroverd. Rond de vijfde eeuw n.Chr. arriveerden de Schotten, een Keltisch volk uit Ierland, in het noordwesten van Groot-Brittannië. Een eeuw later werd het koninkrijk Dalriada gesticht. De politieke connectie met Ierland bleef in stand tot de slag bij Moira (ook bekend als de slag bij Mag Rath) in 637. Het koninkrijk Dalriada bleef bestaan tot de negende eeuw toen Kenneth MacAlpin de heerschappij overnam over de Schotten en de Picten. MacAlpin veroverde ook de onafhankelijke territoria. Tijdens de negende en tiende eeuw werd hiermee het koninkrijk Schotland gevormd.
De koninkrijken Engeland en Schotland voerden tijdens de middeleeuwen meerdere oorlogen met elkaar. Toen Eduard I in 1296 probeerde om Schotland onder Engelse heerschappij te brengen, brak er een onafhankelijkheidsstrijd uit. Deze eindigde in 1328 toen Eduard III Robert the Bruce erkende als koning Robert I van Schotland.
De Engelse en Schotse kronen werden in 1603 met elkaar verenigd toen James VI van Schotland Koningin Elizabeth I opvolgde. James werd de eerste koning uit het huis Stuart. In 1745 poogde Karel Eduard Stuart (ook bekend als Bonnie Prince Charlie) de troon, die in 1714 was overgenomen door het huis Hannover, terug te eisen voor de Stuarts. Hij werd in 1746 verslagen tijdens de slag bij Culloden in het noordoosten van Inverness.
Engeland en Schotland bleven tijdens de 17e eeuw politiek gescheiden, met uitzondering van een korte periode van eenheid opgedrongen door Oliver Cromwell in de jaren 1650. In 1707 stemden de Engelse en de Schotse parlementen in om één gezamenlijk parlement te vormen voor heel Groot-Brittannië. Het parlement zou zetelen in Westminster in Londen. Bijna 300 jaar later, in juli 1999, zorgde devolutie ervoor dat het nieuw gevormde Schotse parlement bevoegdheden kreeg over Schotse zaken.